# (2862) Vavilov
(2862) Vavilov (1977 JP; 1931 DY; 1972 VF1; 1978 SV2) ist ein ungefähr sechs Kilometer großer Asteroid des inneren Hauptgürtels, der am 15. Mai 1977 vom russischen (damals: Sowjetunion) Astronomen Nikolai Stepanowitsch Tschernych am Krim-Observatorium (Zweigstelle Nautschnyj) auf der Halbinsel Krim (IAU-Code 095) entdeckt wurde.

## Benennung
(2862) Vavilov wurde nach dem sowjetischen Botaniker und Genetiker Nikolai Iwanowitsch Wawilow (1887–1943) sowie seinem Bruder, Präsident der Akademie der Wissenschaften der UdSSR von 1945 bis 1951, Sergei Iwanowitsch Wawilow (1891–1951) benannt. Der Mondkrater Vavilov ist ebenfalls nach ihnen benannt.